# Агаг, Алехандро
Алеха́ндро Тари́к Ага́г Ло́нго (исп. Alejandro Tarik Agag Longo; 18 сентября 1970, Мадрид) — испанский предприниматель, политик. Бывший член Народной партии Испании. Депутат Европейского парламента в 1999—2002 годах, генеральный секретарь Европейской народной партии в 1999—2002 годах. Зять экс-премьер-министра Испании Хосе Марии Аснара.

## Биография
Сын банкира и инвестиционного консультанта алжирского происхождения.
Студентом вступил в Народную партию Испании. После победы партии на парламентских выборах 1996 года Агаг назначен личным консультантом нового премьер-министра Хосе Марии Аснара.
На выборах в Европейский парламент в 1999 году Агаг получил мандат евродепутата. В том же году сменил Клауса Велле на посту генерального секретаря Европейской народной партии, в 2000 году был избран генеральным секретарём Центристского демократического интернационала. Позднее он заявил об отставке со всех политических постов и планах заняться карьерой в бизнесе. В связи с этим 11 апреля 2002 года он сложил свои полномочия депутата Европейского парламента. В 2003 году он ушёл в отставку с поста генерального секретаря ЦДИ, его преемником стал Антонио Лопес-Истурис Уайт.
5 сентября 2002 года Агаг женился на Ане Аснар Ботелье, дочери Хосе Марии Аснара и Аны Ботельи. Свадьба, на которой присутствовали король Испании Хуан Карлос I, премьер-министр Великобритании Тони Блэр и премьер-министр Италии Сильвио Берлускони, а также многие знаменитости Испании, стала значительным медийным событием в Испании. Церемония бракосочетания проходила в монастыре Эскориал.
Завершив политическую карьеру, Агаг работал в португальском холдинге Sociedade Lusa de Negócios, которому принадлежит банк Banco Português de Negócios. Алехандро Агаг также имел отношение к «Формуле-1». В 2009 году имя Агага всплыло в связи с расследованием коррупционного скандала, получившего название «Дело „Гюртель“».